# 舒公塔
舒公塔俗称地宝塔、雄宝塔，位于中国浙江省杭州市余杭区余杭街道东北塔溪村东、南苕溪北岸，为明万历年间余杭县令舒兆嘉为镇苕溪洪水所建，因而得名，并与吴越时所筑的安乐塔隔溪遥相对峙，形成“双塔耸秀”景观。
该塔为七层四面的楼阁式砖塔，通高27.46米，塔基宽5.7米，底层直径3.9米见方，以青砖砌筑（部分塔砖边缘印有“佛塔官成就”五字），各层均以相间的菱角牙子和板檐砖叠涩挑出腰檐，檐下绘有斗拱，塔刹为铁葫芦形。其中一至四层四面间隔辟火焰形门和券顶佛龛，门与龛的位置逐层相错，第五层四面均为火焰形门，第六、七层四面均为券顶佛龛，第四层佛龛与第五层塔门又均在左右砌出小龛各一个。塔内中空，原一至五层架有木质阁楼，沿壁设有木梯，今已尽毁，不能登临。